# هيروز
هيروز (بالإنجليزية: Heroes)‏ (أي، الأبطال) هو مسلسل خيال علمي درامي تلفزيوني أمريكي، رشح لجائزة الإيمي وتدور أحداثة حول اشخاص أدركوا بأنهم يملكون قدرات مدهشة مثل الطيران والسفر عبر الزمن وتوقع أحداث مستقبلية.
يتألف الجزء الأول من 23 حلقة بمتوسط عدد مشاهدين بلغ 14.3 مليون مشاهد للحلقة الواحدة في الولايات المتحدة الأمريكية.
حاصلاً بذلك على أعلى تصنيف لأي سلسلة دراما من إنتاج شركة هيئة الإذاعة الوطنية خلال خمس سنوات
جذب الجزء الثاني من Heroes (الأبطال) حوالي 13.1 مليون مشاهد في الولايات المتحدة، ووضع شركة NBC
ضمن لائحة أنجح 20 سلسلة لموسم 2008-2007.
ولقد أذيع 11 حلقة فقط من ضمن 24 حلقة أعدت للجزء الثاني بسبب إضراب المئة يوم من قبل نقابة الكتاب الأمريكيين
وفي 22 أيلول،2008 عاد المسلسل بجزءه الثالث.
حصل Heroes على عدد من الجوائز والترشيحات، فقد رشح عام 2007 ضمن ثماني
فئات مختلفة منها جائزة أفضل سلسلة دراما خارجية.
وحصل على جائزة People's Choice (اختيار الجمهور) ضمن فئة أفضل سلسلة دراما جديدة.
وسمي «كبرنامج العام» لسنة 2007 من قبل «اتحاد نقاد التلفزيون» وكأفضل برنامج عالمي في BAFTA
Awards 2008 (المنظمة البريطانية للأفلام وجوائز المرناة (التلفزيون)).
ظهر في عام 2007 امتداد رقمي للسلسلة على الشابكة (الإنترنيت) سمي أولاً باسم Heroes 360 Experience (التجربة الكاملة للأبطال)، ثم أُعيدت تسميته فأصبحت Heroes Evolutions(ثورة الأبطال).
والذي أٌنشئ من أجل التعمق في عالم الأبطال وزيادة الحبكة الأسطورية للسلسلة، بدأت «ثورة الأبطال» في 19 كانون الثاني، 2007، في اليوم الذي بثت فيه الحلقة 12 من الجزء الأول.ومن الأدوات الإعلامية الرسمية الأخرى هناك المجلات الرقمية ومواقع الإنترنت التفاعلية، وهناك أيضاً ألعاب الموبايل والملابس والروايات المليئة بصور الأحداث التي وقعت أو سوف تقع والتي كتبت من قبل نفس كتاب
السلسلة Heroes ورسمت من قبل شركة Aspen MLT.
لقد امتلكت سلسلة«ثورة الأبطال» 48 مليون صفحة إنترنت في 2007 بالإضافة إلى أكثر من 27 مليون عملية تحميل فيديو.
وفي 13 أيلول، 2008، حاز«ثورة الأبطال» على جائزة Creative Arts Emmy Award.
ولابد من ذكر أنه في 8 تشرين الثاني، 2008 وخلال عرض الموسم الثالث من Heroes في الولايات المتحدة
أُطلقت السلسلة iStory (القصص التفاعلية) والتي تسمح أحياناً للقراء بتشكيل أحداث القصة.

## الملخص
الأحداث في هيروز صممت لتشابه القصص المصورة الخيالية، وكل موسم من المسلسل موجه ليؤثر في الناس العاديين المهتمين في اكتشاف القوى والمهارات الاستثنائية وكيفية تأثيرها على حياة الشخصيات.

## الموسم الأول

غلاف دي في دي الموسم الأول

يتألف الموسم الأول من 23 حلقة، والتي كانت تبث في الولايات المتحدة كل اثنين في الساعة التاسعة مساءً، بدأت في 23 أيلول، 2006.الموسم الأول يحتوي على «القصة» الأولى في السلسلة بعنوان "Genesis" (الأصل), والتي تبدأ بعرض مجموعة
عادية من الأشخاص الذين يبدؤون تدريجياً باكتشاف مهاراتهم الخاصة.الأحداث تقوم بشرح ردة فعلهم تجاه هذه القوى،
وكيف أثر اكتشافها على حياتهم الخاصة والمهنية.في الوقت نفسه، مجموعة من الأشخاص العاديين يدرسون حالتهم ويحاولون
توسيع قدراتهم. «موهيندر سوريش» اختصاصي بعلم الوراثة، يتابع بحث والده حول الأصل البيولوجي للتغير.
«نواه بينيت» يمثل منظمة سرية تعرف فقط باسم (الشركة) "Company" تبنت هذه القدرات الجديدة، وكل
شخصية دخلت بإرادتها أو مرغمة إلى الخطة السرية «للشركة» للتحكم بالأشخاص الخارقين ولمنع انفجار من تدمير
مدينة نيويورك.

## الموسم الثاني

غلاف دي في دي الموسم الثاني

يتألف الموسم الثاني من 11 حلقة من ضمن 24 حلقة أعدت لهذا الجزء والتي كانت تبث في الولايات المتحدة كل اثنين في الساعة التاسعة مساءً، بدأت
في 24 أيلول،2007.فقط 11 حلقة من بين 24 بثت بسبب إضراب نقابة الكتاب الأمريكيين.يحتوي الجزء الثاني على «القصة» الثانية بعنوان
"Generations"(الأجيال).عرضت الحلقة الأخيرة من الجزء الثاني في 3 كانون الأول، 2007.
بدأت القصة الثانية بعد أربعة أشهر من أحداث كيربي بلازا.الفكرة الأساسية في "Generations" تدور حول «الشركة» "company"
والبحث الذي قامت به حول الفيروس شانتي.هذا البحث اكتشف من قبل مؤسسي الشركة.
يجتمع «الأبطال» أخيراً لمنع إطلاق السلسلة المميتة من الفيروس ولتجنب كارثة عالمية.
الموسم الثاني أعد في الأصل ليحتوي القصة الثالثة للسلسلة، ولكن بسبب إضراب الكتاب، أعيد تصميم الجزء الثاني ليحوي فقط قصة واحدة
تسمى "Generations".القصة الثالثة كانت تسمى "Exodus" (الهجرة الجماعية), والقصة الرابعة كانت تسمى "Villains" (الأوغاد).وكنتيجة لإضراب الكتاب، تحولت القصة الثالثة إلى "Villains" ونقلت إلى الموسم الثالث.
قصة "Exodus " أو «الهجرة الجماعية» كانت تعكس أحداثها آثار إطلاق السلسلة 138 من الفيروس شانتي، وقد ألغيت.
أعيد تصوير المشاهد الختامية للقصة الثانية "Generations" لإعادة ترميم الضعف الذي حصل فيها.

## الموسم الثالث
افتتح الموسم الثالث بعرض حلقتين متتاليتين مدة كل منهما ساعة واحدة، كانت تبث في الولايات المتحدة كل اثنين وبدأت في 22 أيلول،2008.
العرض الأول للقصة "Villains" (الأوغاد)كان يُسبق بساعة بث تمهيدي تتضمن لقطات من الموسم السابق ومشاهد من الموسم الجاري بالإضافة
لمقابلات مع طاقم التصوير وأبطال العمل.
"Villains" صمم في الأساس ليكون ضمن الموسم الثاني، لكن وبسبب إضراب الكتاب، أدخلت القصة في الموسم الثالث.
المؤلف تيم كرنغ يقول إن الأحداث الجديدة سوف تجلب كادر من «الأوغاد» إلى المسلسل، تيمناً بالعنوان. صُور أول جزء من الموسم (حلقة الافتتاح)
في سان فرانسيسكو تحت عنوان "The Second Coming" (التالي قادم), والذي أظهر أحداثه بطابع هزلي ولقي قبولاً من المعجبين.
وبصرف النظر عن نجاح الموسمين الأول والثاني، فإن الموسم الثالث لم يتلق الكثير من النقد الإيجابي.
«القصة» الرابعة للسلسلة تبدأ بإخبار «نيثان بيتريلي» للرئيس عن هؤلاء الأشخاص الذين لديهم قدرات خارقة، ويقوم الرئيس بتفويض «ناثان» بإلقاء القبض
على الأبطال (Heroes).
في هذا الموسم يبدأ سايلر بالبحث عن والده البيولوجي، الذي يتضح انه قاتل لوالدته وأنه والد سيء. ثم يقوم سايلر بأخذ قوة متحول ليصبح هو قادر على التحول إلى صورة إي شخص بتعديل شكله.
اسم القصة كشف من قبل تيم كرنغ في مهرجان Edinburgh TV 2008.القصة "Fugitives" (الهاربون) سوف تصنع آخر 12 حلقة من الموسم الثالث وتبث بدءاُ من 2 شباط إلى 20 نيسان،2009.
تنتهي أحداث هذا الموسم بمواجهة بين بيتر بيتريلي وأخيه ناثان ضد سايلر الذي يأخذ شكل ناثان ويحاول التقرب من الرئيس الأمريكي ليأخذ شكله ويصبح أقوى رجل بالعالم. وينتهي الموسم بموت ناثان على يد سايلر، ثم يقوم مات باركمان بطلب من الوالدة انجيلا بيترلي وبحضور نواه بمسح ذاكرة سايلر وادخال ذاكرة ناثان بدلاً منها، ليستيقظ سايلر ظناً أنه ناثان.

## الموسم الرابع
تبدأ أحداث هذا الموسم بعد 6 أسابيع من الموسم الثالث، حيث يتم عرض حلقتين متتاليتين بمدة 90 دقيقة بعنوان الخلاص (redemption) وهي بداية الفصل الخامس بالتتابع مع الموسم الثالث، لتبدأ أحداث الحلقة الأولى بعنوان التوجه (Orientation). عدد حلقات هذا الموسم 19 حلقة.
تدور أحداث هذا الموسم حول صامويل سولفان الذي لديه القدرة على تحريك التربة الأرضية وحول الكرنفال المتحرك الذي يضم بعض من ذوي القدرات بقيادة جوزيف سوليفان، كان صامويل قد ولد في الخامس من مارس في Coyote Sands والتي تم ذكرها في الموسم الثالث حين كانت تتذكر أنجيلا بتريلي أختها أليس ووجدتها هناك، وهو المكان الذي قد تجمع فيه العشرات أو المئات من ذوي القدرات لعمل بحوث عليهم من قبل دكتور تشاندرا سوريش والد موهيندر سوريش وقد قام تشاندرا سوريش بتصوير حالة ولادة صامويل وهو ما ظهر بعد ذلك من أبحاثه أن قوته تزيد من خلال اقتراب ذوي القدرات بحوله. وهو الشيء الذي كان يجعل جوزيف صامويل الأخ الأكبر لصامويل بمحدودية عدد أعضاء الكرنفال من ذوي القدرات لنه يخشى من أن يتحول أخوه الأصغر صامويل إلى وحش.
يبدأ الصراع عندما يقابل دكتور موهيندر سوريش جوزيف صامويل ويخبره أنه لديه تسجيل من والده بإمكانيات صامويل وأخبره جوزيف أنه لابد أن يقوم بإحراق هذا الشريط لما له من عواقب سيئة إن ظهرت قوة أخاه الأصغر لما به من شر داخلي وبالفعل ذهب موهيندر لإحراق الشريط المسجل لولادة صامويل إلا أن صامويل قد سمع المحادثة بينهما وذهب للحصول على التسجيل وقتله (إلا أن هيرو ناكومارا قد قام بإنقاذه فيما بعد عندما طلب منه طلب منه جوزيف الرجوع للماضي وإحضار التسجيل مقابل إخباره بالموقع الزمني لحبيبته بعد أن قام بإخفائها).
وكان صامويل يحاول بقدر المستطاع تجميع أكبر عدد من ذوي القدرات حوله في الكرنفال بدعوى أنه المكان الوحيد الأمن لهم والمكان الوحيد الذي يستطيعون فيه عيش حياة طبيعية.
قام صامويل باستدراج كلير بنيت، دويل، إيما كوليدج الصماء وغيرهم الكثير لزيادة قوته
من أهم التحولات في هذا الموسم وهو أن سايلار يكره الشره المتواجد بداخله ويذهب إلى مات باركمان لمحاولة كبح جماح قدراته حتى لا يصبح شريرا بعد ذلك فما كان له إلا أنه يقوم بحبسه بداخل كابوس الوحدة ويحضر بيتر بتريلي الذي شاهد حلما بأن سايلار سوف يقوم بإنقاذ زميلته الصماء إيما كوليدج من الكرنفال فيدخل بيتر بداخل كابوس سايلار لمدة 12 ساعة تقريبا في الحياة العادية إلا أنهم بداخل الكابوس سيمر عليهم سنين طويلة، وتقوم تلك السنين الافتراضية داخل الكابوس بإعادة تأهيل سايلار (في الحلقة الثامنة عشر بعنوان The Wall الحائط)
أخيرا يقوم صامويل بمحاولة الانتقام من البشرية عن طريق إقامة الكرنفال في مدينة نيويورك ومحاولة جذب أكثر عدد من الناس من خلال عزف إيما كوليدج الصماء الذي يمنحها القدرة بجذب الناس نحو عزفها، ولكن يتجمع العديد من الأبطال في محاولة إبطال شره، فيقوم سايلار بإنقاذ إيما من تحكم دويل المجنون ويقوم هيرو ناكومارا بنقل ذوي القدرات جميعا بمساعدة صديقه أندو الذي يقوم بعملية شحن القوى ليستطيع نقلهم جميعا دفعة واحدة حتى تضعف قدرة صامويل.
وفي أخر مشاهد الموسم الرابع تقوم كلير بالقفز أمام جميع شاشات التلفزيون والصحفيين من أعلى الأرجوحة حتى تخبر العالم عن فصيلها ذوي القدرات وهي القضية التي كانت لها صدى واسع في الموسم الثالث الإصدار الثالث حين أراد والدها الحقيقي نيثان بتريلي إخبار العالم عن تواجد ذوي القدرات الخاصة.
وبذلك ينتهي الإصدار الخامس من الأبطال الموسم الرابع وفي انتظار ما سيحدث في الموسم الخامس الإصدار السادس..

## الموسم الخامس
الموسم الذي كان ينتظره العديد ولكنه تم إلغاءه بسبب تدني نسبة المشاهدة للمسلسل من قبل قناة NBC, قد تم إلغاء عرض الموسم الخامس من هيروز بدون أي تحذير مسبق وقد تم الإعلان في الموسم الرابع أن الموسم الخامس سيتم الإعلان عن تواجد ذوي القدرات الخارقة.

## شخصيات المسلسل الرئيسية
- كلير بينيت (هايدن بانتير), (مواسم 1, 2, 4,3), هي مشجعة في مدرسة ثانوية من مدينة أوديسا، تكساس، تعيش الآن في كوستا فيردي، كاليفورنيا، تمتلك قابلية إعادة تكوين (تشافي نفسها من الجراح والأمراض). هي أيضاً ابنة بالتبني للسيد بينيت. أبوها البيولوجي هو نيثين بيتريلي.
- نواه بينيت (جاك كولمان), (مواسم 1, 2, 4,3), أو كما يسمى بصورة عامة «السيد بينيت» أو «الرجل ذو النظارات المقرنّة»، عمل بصورة أولية في شركة برايماتيك للورق، والتي هي في الحقيقة واجهة مزيفة للمؤسسة التي تقوم بالبحث عن الأشخاص ذوي القدرات الخارقة.
- إيل بيشوب (كريستين بيل)[14] (موسم 2,3), امرأة عمرها 24 سنة[15] تقوم بالبحث عن بيتير نيابة عن الشركة. أبوها هو روبيرت «بوب» بيشوب وهو رئيس «الشركة». لها قدرة التلاعب بالكهرباء.
- مونيكا دوسون (دانا ديفيس)[16][9] (موسم 2), عاملة في مطعم «برغر برونزا» في نيو أورلينز. هي ابنة أخت دي.إل. هوكينز وابنة عمة مايكا. مونيكا لها القدرة على تقليد أي حركة فيزيائية تراها.[17]
- سيمون ديفو (تاني سايبريس), (موسم 1), ابنة شارليز ديفو من مؤسسي الشركة وهي مالكة معرض للفنون تصبح اعتقاداتها وعلاقتها العاطفية المعقدة تحت التجرية قتلت عن طريق الخطأ بواسطة إيزاك منديز حين كان يريد قتل بيتر بتريلي.
- دي.إل. هوكينز (ليونارد روبيرتس) (مواسم 1, 2), هو عامل بناء سابق وقائد عصابة سابق، قادر على تغيير تركيبه الجزيئي لكي يدخل داخل أجسام صلبة. هو زوج نيكي ووالد مايكا، قتل في الموسم الثاني عندما كان يحاول إعادة زوجته نيكي من ملهى ليلي بعد أن سيطرت عليها شخصيتها الأخرى جيسيكا.
- مايا هيريرا (دانيا راميريز)[13] (موسم 2,3), من دولة الدومينيكان، هي امرأة مطلوبة للعدالة حول قضية قتل وقامت بالهروب إلى الولايات المتحدة. تحت الضغط، تستطيع مايا أن تخلق مرضاً قاتلاً عندما تبكي قادر على قتل كل من حولها، باستثناء أخيها، أليخاندرو.
- أندو ماساهاشي (جيمس كايسون لي)[12] (مواسم 1, 2, 4,3)), هو صديق هيرو ناكامورا وزميل السفر. تظهر لديه قدرة بعد الحصول على حقن بالمنشط المركب والذي كان في ورقة تسمى المعادلة وكان من المفترض أنها تدمرت لكن الحقن جعله يمتلك قدرة على قذف شحنة قوية غير اعتيادية. واستخدم مع قوة العداءة لتسريع حركتها أكثر لتسير أسرع من الزمن نفسه.
- آيزاك مينديز (سانتياغو كابريرا) (موسم 1), هو رسام يعيش في نيويورك يستطيع أن يرسم المستقبل خلال حالات من التنبؤ. أيضاً يقوم بكتابة ورسم قصص الأعاجيب التسعة "9th Wonders!" والتي أيضاً تتنبأ عن المستقبل قتل بواسطة سايلار.
- آدم منرو (ديفيد أندرز)[5][1] (موسم 2), هو إنجليزي الذي في الأصل قام بخلق دور المحارب الأسطوري كينزي في القرون الوسطى. مونرو لديه قابلية إعادة التكوين والتي جعلته لا يكبر بالعمر، فهو حي إلى يومنا هذا (عمره يقارب ال400 عام) قتل بواسطة أرثر بتريلي في الموسم الثاني بعد أن قام بسحب قدرته منه.
- هيرو ناكامورا (ماسي أوكا), (مواسم 1, 2, 4,3), هو مبرمج (تحميل ملف من [18]) من أوساكا في اليابان، له القدرة على التلاعب بالتواصل الزمني-الفضائي (أي يستطيع أن ينتقل بين الأماكن والأوقات في الماضي والحاضر والمستقبل). هو مقتنع أنه بطل، ومع الآخرين، يستطيع أن يغير المستقبل، والده هو كايتو ناكامورا من مؤسسي الشركة إلا أنه لم يستدل على قدرة أثناء الرواية ووالدته إيشي ناكامورا لديها قدرة الإشفاء وهي من قامت بإشفائه عندما قام أرثر بتريلي بسحب ذاكرته حتى عمر 10 سنوات بعد أن قام بالعودة إلى الزمن وشاهدها وهي تموت.
- مات باركمان (غريغ غرونبرغ), (مواسم 1, 2, 4,3), ضابط سابق في شرطة لوس أنجلوس له القدرة على سماع أفكار الآخرين، ولكن قواه في قيد التطور، حيث أنه يستطيع السيطرة على أفعال الناس أيضاً، وكذلك يستطيع حبس الناس في كوابيسهم. الآن هو محقق في شرطة نيويورك وولي أمر مولي والكر.
- نيثان بيتريلي (أدريان باسدار), (مواسم 1, 2, 4,3), مرشح سابق للكونغرس الأمريكي في نيويورك، له القدرة على الطيران يقتل في نهاية الجزء الثالث على يد سايلار ومن ثم تطلب إنجيلا بتريلي والدته من مات باركمان بان يدخل لعقل سايلر ويتجسد بهيئة نيثان.
- بيتير بيتريلي (ميلو فينتيميليا), (مواسم 1, 2, 4,3), ممرض عناية سابق له القدرة على امتصاص القدرات من الآخرين عندما يكون بالقرب منهم وأن يسترجعها لتصبح كأنها قدرته.
- مايكا ساندرز (نواه غراي-كيبي), (مواسم 1, 2, 3), طفل عبقري له القدرة على الاتصال بالإلكترونيات والسيطرة عليها.[19] هو أيضاً ابن دي.إل. ونيكي، ويظهر بالجزء الثالث بشخصية ريبيل وهو أخر ظهور له في الموسم الثالث الإصدار الرابع.
- نيكي ساندرز (ألي لارتر), (مواسم 1, 2, 4,3), متعرية إنترنت سابقة من لاس فيغاس، نيفادا لها قوة خارقة ومشكلة تعدد شخصيات، أحد هذه الشخصيات اسمها جيسيكا، اسم أختها المتوفاة. شخصية أخرى هي جينا، وهي اخت لثلاثة توائم أحد هؤلاء التوائم تراسي ستراوس والتي ستظهر بداية من الموسم الثالث الإصدار الثالث، ماتت نيكي في نهاية الموسم الثاني حين كانت تحاول إنقاذ مونيكا من الحريق.
- موهيندر سوريش (سينديل رامامورثي), (مواسم 1, 2, 4,3), بروفيسور في علم الجينات من الهند وقد ذهب إلى نيويورك لكي يحقق في قضية مقتل أبوه تشاندرا سوريش. خلال عمليات التحقيق، يصبح على اتصال مع أشخاص وضعهم أبوه في قائمة على أنهم يمتلكون قدرات خارقة. دم موهندر يحتوي على أجسام مضادة ضد فيروس يصيب فقط الأشخاص ذوي القدرات الخارقة، قام بحقن نفسه بمعادلة ناقصة فتحول جلده إلى تكوين غريب إلا أنه قام بحقن نفسه بالمعادلة الصحيحة وتحول جسده إلى الصورة العادية وامتلك قدرة خارقة بقوة جبارة.
- سايلار (زاكاري كوينتو) (مواسم 1, 2, 4,3),[14] اسمه الحقيق هو غابرييل غراي، صانع ساعات سابق مع فهم خاص بكيفية عمل الأشياء. هو أيضاً قاتل وسفاح يبحث عن أشخاص ذوي قدرات خارقة ويقتلهم لكي يتعلم كيف يأخذ قواهم. سايلار لديه عدات قدرات خارقة. سايلار يأخذ اسمه المستعار من اسم شركة ساعات (سايلار).
- مولي والكر (أداير تيشلر) (مواسم 1, 2), بداية ظهور مولي والكر في الجزء الأول حين استطاع سماعها الضابط مات باركمان بواسطة قدرته على سماع الأفكار بعد حادثة مقتل والديها وكانت تختبئ بغرفة صغيرة أسفل السلم، كانت قدرة مولي والكر تعتبر نظام لتعقب الأشخاص ومعرفة أماكنهم إلا أنها لا تستطيع البحث عن شخص وحيد فقط لأنه يراها (والد مات باركمان) وهو ما حدث بالفعل حين رآها وقام بحبسها بداخل كابوس ويقوم بإخراجها منه مات باركمان. لم تظهر في الموسم الثالث ولكن ذكر اسمها في الحلقة الأولى من الموسم الثالث الإصدار الثالث حيث قام موهيندر سوريش بإلرسالها إلى مكان بعيد حتى لا يستطيع سايلار الوصول لها.
- رينيه (جيمي جان-لويس) (مواسم 1, 2, 4,3), رينيه هو أفضل مساعد ل نوا بنيت ومعروف بلقب الهايتي قدرته هي إيقاف قدرات الاخرين من ذوي القدرات وكذلك سحب الذاكرة، من أكثر الشخصيات تأثيرا في الرواية، وهو صديق كلير بنيت المقرب في الجزء الأول حين ساعدها على تجاوز أزمتها مع معرفة قدرتها الجديدة ورفض سحب ذاكرتها، في الموسم الثاني ظهر إنه قام بمساعدة أنجيلا بتريلي في القضاء على ارثر بتريلي،

## ارتباطات خارجية
- Heroes on NBC - رسميهيئة الإذاعة الوطنية موقع Heroes في الولايات المتحدة
- Heroes on BBC - رسمي بي بي سي موقع Heroes في بريطانيا
- 9th Wonders! - نصف رسمي موقع مؤلف Heroes تيم كرينغ
- صورHeroes  صورمن الموقع الرسمي هيئة الإذاعة الوطنية

## روابط خارجية
- هيروز على موقع IMDb (الإنجليزية)
- هيروز على موقع ميتاكريتيك (الإنجليزية)
- هيروز على موقع روتن توميتوز (الإنجليزية)
- هيروز على موقع أول موفي (الإنجليزية)
- هيروز على موقع فيلمافينيتي (الإسبانية)
- هيروز على موقع كينوبويسك (الروسية)
- هيروز على موقع ألو سيني (الفرنسية)
- هيروز على موقع قاعدة بيانات الفيلم (الإنجليزية)